# Тугайный муравей
Тугайный муравей (лат. Formica subpilosa) — вид средних по размеру муравьёв рода Formica из подсемейства Формицины (Formicinae).

## Распространение
Афганистан, Закавказье, Иран, Средняя Азия. Нижнее Поволжье (Волгоградская область, Россия).

## Описание
Длина рабочих около 4—6 мм, самки и самцы — до 10 мм. У рабочих грудь и голова красные (брюшко темнее), а на промезонотуме (передней и средней верхних частях груди) более 5 пар отстоящих волосков. Под головой также несколько пар отстоящих волосков. У самцов брюшко светлее груди: жёлтое или коричнево-жёлтое.
По долинам рек, в оазисах и тугаях, по берегам водоёмов и каналов, рядом с грунтовыми водами. В качестве пищи использует разнообразных насекомых и других членистоногих, а также собирает выделения сосущих соки равнокрылых насекомых, прежде всего тлей, которых держат на ивах и верблюжьей колючке. Встречаются как одиночные гнёзда, так и колониальные поселения. В Туркмении брачный лёт самок и самцов наблюдается в июне. Гнёзда размещаются вблизи кустарников, основные камеры и ходы располагаются на глубине 50—70 см. Проявляют дневную активность, но в жаркое время прячутся в укрытиях почвы и в самом муравейнике.

## Систематика
Тугайный муравей был впервые описан в 1902 году русским мирмекологом Михаилом Дмитриевичем Рузским по материалам (в которых были только рабочие особи), собранным петербургским зоологом Львом Семёновичем Бергом с берегов Аральского моря в качестве одной из форм краснощёкого муравья под именем Formica rufibarbis var. subpilosa Ruzsky, 1902. Самки и самцы были описаны позднее украинским энтомологом Владимиром Афанасьевичем Караваевым (1910).
Ранее выделявшимся нескольким подвидовым формам в последнее время придают статус самостоятельных видов (Seifert & Schultz, 2009).
- Formica subpilosa Ruzsky, 1902
  - Formica subpilosa clarissima Emery, 1925
  - Formica subpilosa litoralis Kuznetsov-Ugamsky, 1926
  - Formica subpilosa pamirica Dlussky, 1965
  - Formica subpilosa subpilosa Ruzsky, 1902